# حسرتان (خداآفرین)
حسرتان یکی از روستاهای استان آذربایجان شرقی است که در دهستان گرمادوز غربی بخش گرمادوز شهرستان خداآفرین واقع شده‌است.